# 27961 Kostelecky
27961 Kostelecky este o planetă minoră (asteroid) din centura de asteroizi. A fost descoperită pe 22 septembrie 1997 la Observatorul Kleť de Miloš Tichý⁠(d). 
Obiectul prezintă o orbită caracterizată de o semiaxă mare de 2,5484468 UAi, o excentricitate de 0,17, o înclinație de 2,31362 ° în raport cu ecliptica.